# Saint-Hilaire-le-Vouhis
Saint-Hilaire-le-Vouhis è un comune francese di 987 abitanti situato nel dipartimento della Vandea nella regione dei Paesi della Loira.

## Società

### Evoluzione demografica
Abitanti censiti